# Sten Swedlund
Sten Gustav Ivar Swedlund, född 13 mars 1937 i Uppsala församling i Uppsala län, död 14 juli 2014, var en svensk konteramiral.

## Biografi
Swedlund utexaminerades från Kungliga Sjökrigsskolan 1958 och därefter följde tjänstgöring bland annat i ubåtsvapnet. Han var chef för 1. ubåtsflottiljen 1982–1985, chef för Sydkustens Örlogsbas 1986–1989 och chef för Kustflottan 1990–1994. 
Efter sin pensionering från Försvarsmakten var Swedlund verksam för Internationella Röda Korset. 1995–1997 var han chef för Röda Korsets verksamhet i Kroatien. Därefter hade han uppdrag för Röda Korset fram till 2004 i Serbien, Nordkorea och Irak. 1980 invaldes Swedlund som ordinarie ledamot i Kungliga Örlogsmannasällskapet och 1993 i Kungliga Krigsvetenskapsakademien. Han var inspektor för den navalakademiska föreningen SjöLund.
Sedan 2004 var Swedlund en av de drivande i Varvshistoriska föreningen i Karlskrona, och väckte där liv i Repslagarbanan. 
Prins Carl-medaljen förlänades honom den 1 december 2009 för framstående internationella humanitära insatser.